# Eugène-Dominique Maille
Eugène-Dominique Maille (17 janvier 1771 à Rouen - 31 décembre 1840 à Rouen) est un homme politique français.

## Biographie
Eugène-Dominique Maille est négociant à Rouen, quand il est élu député du grand collège de la Seine-Inférieure, le 24 novembre 1827. Réélu, le 19 juillet 1830, il siégea à l'opposition libérale, vota l'adresse des 221, adhéra à la monarchie de Juillet, et, son mandat ayant été renouvelé le 5 juillet 1831, à la fois dans le 2e collège de la Seine-Inférieure (Rouen) par 195 voix (378 votants, 468 inscrits), contre 107 à Auguste Barbet, et dans le 8e collège du même département (Dieppe), par 93 voix (145 votants, 385 inscrits!, contre 52 à Bimet, il opta pour Rouen et fut remplacé à Dieppe, le 6 septembre suivant, par Aroux. Maille vota silencieusement à la nouvelle Chambre avec la majorité ministérielle. Les élections du 21 juin 1834 ne lui furent pas favorables; il échoua à Rouen, avec 166 voix contre 212 à l'élu, Toussin, et ne rentra, plus dans la vie politique.

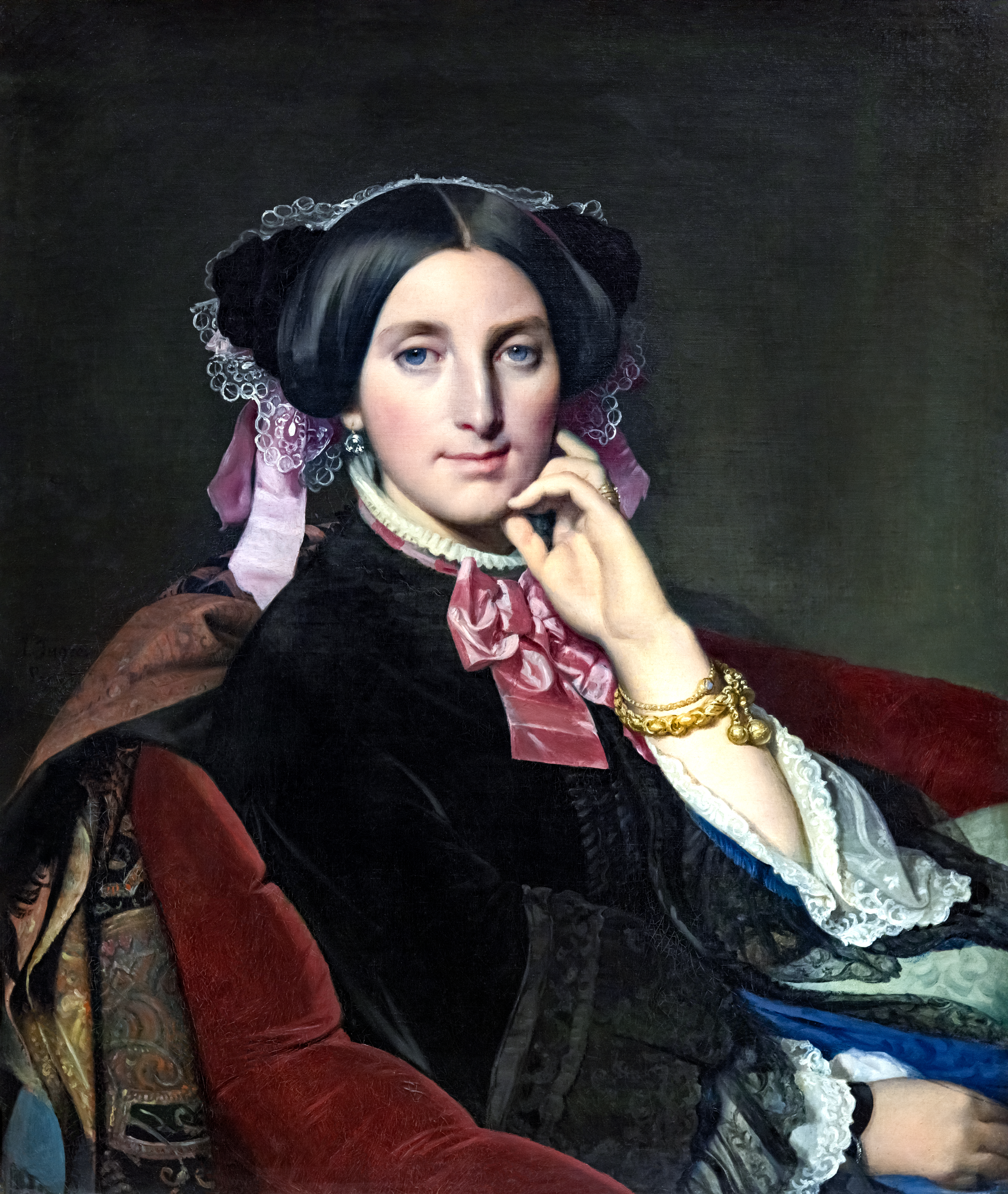
Portrait de sa fille, Mme Henri Gonse par Ingres.

Il est le frère de la botaniste Victoire Maille, épouse Ricard. Il avait épousé Marie-Joséphine Durécu, fille de l'industriel François Durécu, maire de Darnétal, et d'Eulalie Laurence Boulnois.

## Sources
1. ↑  « CTHS - MAILLE épouse RICARD , Victoire Lucie », sur cths.fr (consulté le 26 mars 2025)

- « Eugène-Dominique Maille », dans Adolphe Robert et Gaston Cougny, Dictionnaire des parlementaires français, Edgar Bourloton, 1889-1891 [détail de l’édition]